# ブラッド・フルマー
ブラッド・フルマー (Bradley Ryan Fullmer :ブラッドリー・ライアン・フルマー、1975年1月17日 - ) は、アメリカ合衆国カリフォルニア州出身の元プロ野球選手である。ポジションは内野手（一塁手）、外野手（左翼手）であるが、指名打者 (DH) での出場試合数が最多（465試合）であった。

## 経歴
1993年6月3日、モントリオール・エクスポズからドラフト2巡目で指名を受けた。そして、約3ヵ月後の9月8日に契約を結んだ。同年と1994年はマイナーリーグも含め、試合に出場しなかった。
1995年、アルバニー・ポールキャッツ (A級) でプロデビューを果たした。この年は123試合に出場し、打率.323・8本塁打・67打点・10盗塁という成績を残した。
1996年は、ウェストパームビーチ・エクスポズ (A + 級) とハリスバーグ・セネターズ (AA級) で計126試合に出場し、打率.297をマークした。
1997年、セネターズとオタワ・リンクス (AAA級) の2チームでプレイ。118試合に出場して打率.303・22本塁打・79打点・7盗塁という好成績を残した。同年9月2日の対ボストン・レッドソックス戦で、代打としてメジャーデビューを果たした。この打席では右中間スタンドに2点本塁打を叩き込み、初打席本塁打を記録した。最終的には打率.300・3本塁打・8打点という打撃成績を記録した。
1998年はエクスポズのファーストのレギュラーに定着し、140試合で44二塁打・2三塁打・13本塁打を放ち、長打を量産した。シーズンオフのルーキー・オブ・ザ・イヤーの投票では、5位にランクインした (同年の受賞者はケリー・ウッド) 。打撃面では好成績をマークしたが、守備面では137試合の一塁守備で、ファーストとしてリーグ最多の17失策・守備率.985という成績に終わり、拙守を呈した。
1999年、100試合に出場したが、1ケタ本塁打に終わった。守備面では、守備率を.991まで改善させた。
2000年3月16日に、大型トレードでトロント・ブルージェイズに移籍した。アメリカン・リーグに移籍した事で、この年から指名打者としての出場がメインになった。シーズン通じて打撃好調を維持し、自身初の30本塁打・100打点のラインをクリアした。チームではカルロス・デルガード、トニー・バティスタ (以上41本)、ホゼ・クルーズ (31本) の3人と共に「30本塁打カルテット」を構築した。
翌2001年、自己最多の146試合に出場したが、前年から大幅に打撃成績を落とした。
2002年1月17日、自身2度目のトレードでアナハイム・エンゼルスに移籍した。エンゼルスでは打率.289・19本塁打・59打点という打撃成績をマークし、走塁面でも自己ベストとなる10盗塁を決めた。ポストシーズンでは、3ステージで計12試合に出場し、打率.294・1本塁打・5打点・2盗塁という成績を記録、チームのワールドシリーズ制覇に貢献した。シーズンオフにFAとなったが、2003年1月6日に再契約を結んだ。
2003年は、ルーキーイヤー以来となる.300以上の打率をマークしたが、ヒザの故障で故障者リスト (DL) 入り影響により、63試合の出場に留まった。10月15日にエンゼルスから解雇されたが、12月18日にテキサス・レンジャーズと契約を結んだ。
2004年、レンジャーズで76試合に出場して11本塁打を放ったが、低打率 (.233) に留まった。11月1日にFAとなり、2005年7月7日にシカゴ・ホワイトソックスと契約を結んだが、2004年を最後にメジャーで試合に出場する事はなかった。

## 選手としての特徴
- 打撃

長打力があって二塁打が多く、シーズン32本塁打を放った事もある。レンジャーズ在籍時の2004年にも、20本塁打以上を期待出来るとされ、実際に20本塁打を超えるペース (シーズン半分の81試合以下で2ケタ本塁打) を放っていた。チャンスにも強い。
- 走塁

マイナー、メジャーどちらでもシーズン2ケタ盗塁を記録した事がある。
- 守備

一塁手としてリーグ最多失策を記録した事もあり、守備力は平均以下である。

## 詳細情報

### 背番号
モントリオール・エクスポズ
- 14 (1997)
- 20 (1998 - 1999)

トロント・ブルージェイズ
- 20 (2000 - 2001)

アナハイム・エンゼルス
- 20 (2002 - 2003)

テキサス・レンジャーズ
- 20 (2004)

### 年度別打撃成績
| 年 度     | 球 団     | 試 合 | 打 席 | 打 数 | 得 点 | 安 打 | 二 塁 打 | 三 塁 打 | 本 塁 打 | 塁 打 | 打 点 | 盗 塁 | 盗 塁 死 | 犠 打 | 犠 飛 | 四 球 | 敬 遠 | 死 球 | 三 振 | 併 殺 打 | 打 率 | 出 塁 率 | 長 打 率 | O P S |
| --------- | --------- | ----- | ----- | ----- | ----- | ----- | -------- | -------- | -------- | ----- | ----- | ----- | -------- | ----- | ----- | ----- | ----- | ----- | ----- | -------- | ----- | -------- | -------- | ----- |
| 1997      | MON       | 19    | 43    | 40    | 4     | 12    | 2        | 0        | 3        | 23    | 8     | 0     | 0        | 0     | 0     | 2     | 1     | 1     | 7     | 0        | .300  | .349     | .575     | .924  |
| 1998      | MON       | 140   | 547   | 505   | 58    | 138   | 44       | 2        | 13       | 225   | 73    | 6     | 6        | 0     | 1     | 39    | 4     | 2     | 70    | 12       | .273  | .327     | .446     | .773  |
| 1999      | MON       | 100   | 374   | 347   | 38    | 96    | 34       | 2        | 9        | 161   | 47    | 2     | 3        | 0     | 3     | 22    | 6     | 2     | 35    | 14       | .277  | .321     | .464     | .785  |
| 2000      | TOR       | 133   | 524   | 482   | 76    | 142   | 29       | 1        | 32       | 269   | 104   | 3     | 1        | 0     | 6     | 30    | 3     | 6     | 68    | 14       | .295  | .340     | .558     | .898  |
| 2001      | TOR       | 146   | 573   | 522   | 71    | 143   | 31       | 2        | 18       | 232   | 83    | 5     | 2        | 0     | 7     | 38    | 8     | 6     | 88    | 13       | .274  | .326     | .444     | .771  |
| 2002      | ANA       | 130   | 479   | 429   | 75    | 124   | 35       | 6        | 19       | 228   | 59    | 10    | 3        | 0     | 3     | 32    | 6     | 15    | 44    | 7        | .289  | .357     | .531     | .888  |
| 2003      | ANA       | 63    | 235   | 206   | 32    | 63    | 9        | 2        | 9        | 103   | 35    | 5     | 4        | 0     | 1     | 26    | 4     | 2     | 31    | 4        | .306  | .387     | .500     | .887  |
| 2004      | TEX       | 76    | 290   | 258   | 41    | 60    | 19       | 1        | 11       | 114   | 33    | 1     | 2        | 0     | 2     | 27    | 1     | 3     | 30    | 7        | .233  | .310     | .442     | .752  |
| 通算：8年 | 通算：8年 | 807   | 3065  | 2789  | 395   | 778   | 203      | 16       | 114      | 1355  | 442   | 32    | 21       | 0     | 23    | 216   | 33    | 37    | 373   | 71       | .279  | .336     | .486     | .822  |

### 獲得タイトル・表彰・記録
- ワールド・チャンピオン：1回 (2002年)
- 初打席本塁打 (1997年)